# Piper carpinteranum
Piper carpinteranum är en pepparväxtart som beskrevs av C. Dc.. Piper carpinteranum ingår i släktet Piper och familjen pepparväxter. Inga underarter finns listade i Catalogue of Life.